# Alex MacDowall

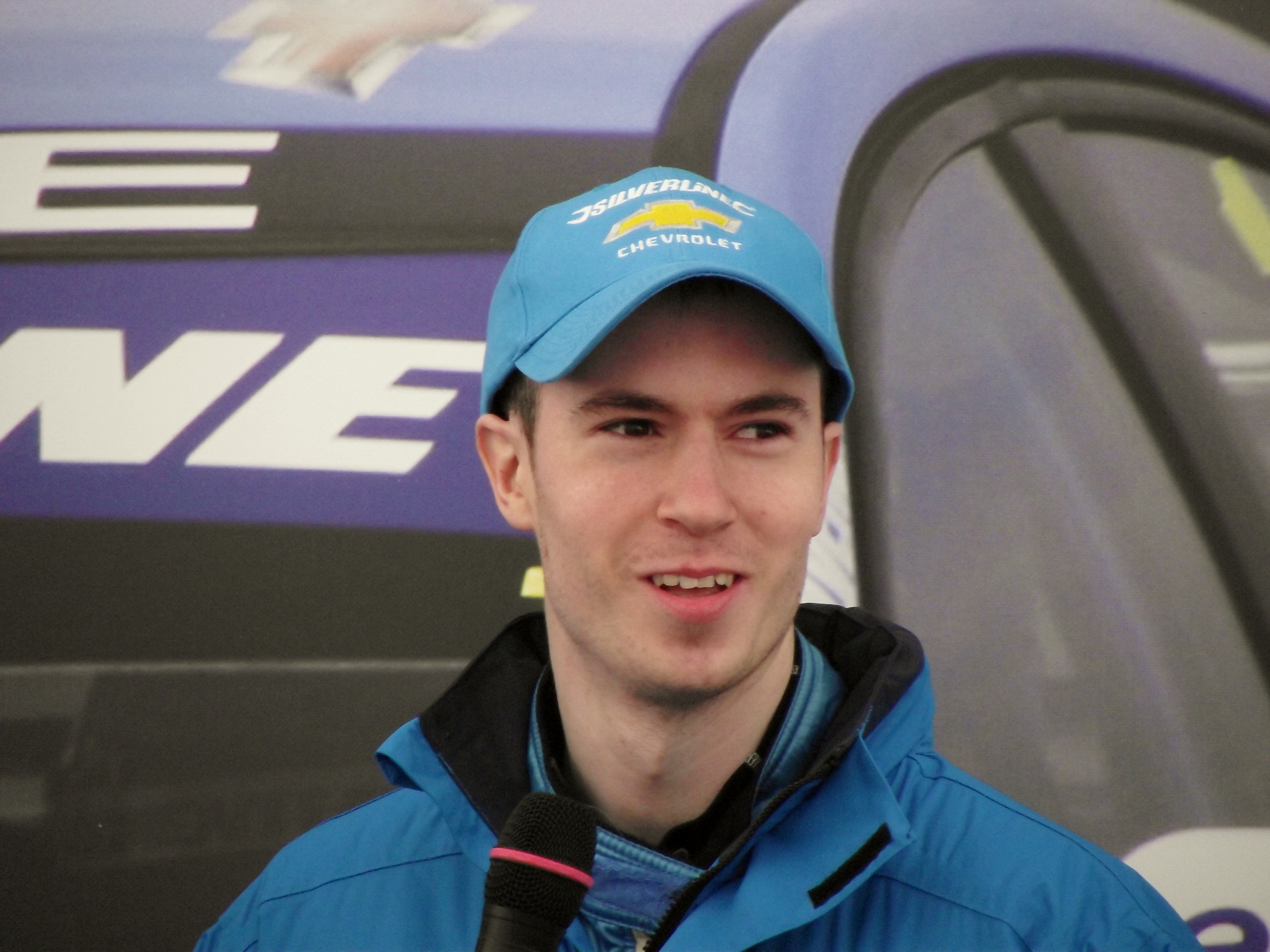
Alex MacDowall in 2011.

Alexander "Alex" Hay MacDowall (Carlisle, 22 januari 1991) is een Brits autocoureur.

## Carrière
MacDowall begon zijn autosportcarrière in de T Cars in 2005, waar hij ook in 2006 reed. In 2007 stapte hij over naar de Britse Renault Clio Cup, waar hij 32e werd voor het team Total Control Racing. Ook nam hij deel aan het winterkampioenschap van de Clio Cup, die hij als derde afsloot. In 2008 verbeterde hij zichzelf in het hoofdkampioenschap naar de zevende plek en eindigde hij het winterkampioenschap opnieuw als derde. In 2009 behaalde hij in het hoofdkampioenschap vier overwinningen, waardoor hij achter Phil Glew als tweede eindigde.
De prestaties van MacDowall in de Clio Cup maakten indruk op topteams in het BTCC, waardoor hij tests kreeg bij Motorbase Performance, RML en West Surrey Racing. In maart 2010 werd vervolgens bekend dat hij in een Chevrolet Cruze gaat rijden voor RML. In het derde raceweekend op Brands Hatch behaalde hij zijn eerste podiumplaats door een derde plek in de tweede race. In het zesde raceweekend op het Snetterton Motor Racing Circuit werd hij de jongste polesitter ooit in het BTCC, maar door versnellingsbakproblemen won hij niet. In het achtste raceweekend op het Knockhill Racing Circuit behaalde hij nog een podiumplaats met een tweede plaats in race 1. Hij eindigde hierdoor als elfde in het kampioenschap met 83 punten.
In 2011 bleef MacDowall rijden voor Chevrolet in het BTCC. Mede door drie podiumplaatsen eindigde hij als negende in het kampioenschap met 100 punten.
In februari 2012 werd bekend dat MacDowall in 2012 ging rijden in het World Touring Car Championship voor bamboo-engineering naast Pasquale di Sabatino. In de laatste race van het kampioenschap op het Circuito da Guia behaalde hij pole position voor race 2, maar hij viel uit in deze race. Desondanks eindigde hij als elfde in het coureurskampioenschap en als vierde in het independentskampioenschap.
MacDowall bleef voor Bamboo rijden in 2013, met James Nash als zijn nieuwe teamgenoot. In de eerste race van het seizoen op het Autodromo Nazionale Monza behaalde hij zijn eerste WTCC-podium met een derde plaats. Later behaalde hij op de Hungaroring en op het Suzuka International Racing Course. Met twee raceweekenden te gaan staat hij elfde in het coureurskampioenschap en derde in het independentskampioenschap.